# Scopula nebulata
Scopula nebulata är en fjärilsart som beskrevs av Fletcher 1963. Scopula nebulata ingår i släktet Scopula och familjen mätare. Inga underarter finns listade.